# Claudio Coletta
Claudio Coletta (Roma, 1952) è un medico e scrittore italiano.

## Biografia
Laureato con lode in Medicina e Chirurgia nel 1976 presso “La Sapienza” di Roma, ha conseguito la specializzazione in cardiologia discutendo una tesi sull'utilizzo dell'Ecocardiografia Doppler nella diagnostica delle Malattie Valvolari. Dal 1981 al 2014 ha prestato servizio come cardiologo presso un noto ospedale romano.
Ha coordinato numerosi progetti di ricerca sull’utilizzo della diagnostica a ultrasuoni in cardiologia. Ha pubblicato come Autore principale o Co-Autore oltre cento articoli e numerosi editoriali su riviste nazionali e internazionali di riconosciuto prestigio, conseguendo il riconoscimento di Fellow per Meriti di Ricerca dalla European Society of Cardiology (1997) e dall'American College of Cardiology (2004).
Esperto di cinema, nel 2007 è stato chiamato a far parte della Giuria Internazionale del Festival del Cinema di Roma sotto la presidenza del Regista serbo Danis Tanovic, vincitore del premio Oscar come miglior film straniero nel 2002.
Nel 2011 ha pubblicato presso Sellerio il suo primo romanzo, Viale del Policlinico, un thriller paradossale, ambientato al Policlinico di Roma nel 1974. Protagonista è un giovane studente in medicina alle soglie della laurea che rimane suo malgrado coinvolto in una catena di sinistri omicidi all'interno dell'ospedale ed è costretto, per salvarsi, a risolvere il caso. In questo romanzo compare per la prima volta il personaggio di Nario Domenicucci, che tornerà da protagonista in romanzi successivi.
Per questa opera gli è stato conferito  il "Premio Raffaele Crovi " (Lecco - Azzeccagarbugli 2011) come migliore noir italiano opera prima.
Il secondo romanzo, "Amstel Blues", è stato pubblicato nel 2014. Ambientato ad Amsterdam, vede protagonisti un giovane scrittore italiano e una misteriosa fanciulla che lui spia dalla sua finestra. Invaghito della ragazza, viene da questa trascinato in una storia pericolosa che richiederà l’intervento di Nario Domenicucci, promoss a ispettore dell’Europol.
Nel 2017 ha visto la luce “Il Manoscritto di Dante”, primo romanzo con protagonista Nario Domenicucci, alle prese a Parigi con l’omicidio di una ricca signora, collezionista di opere d’arte, e con il furto di un Giorgione dal valore inestimabile. Chiave della storia è un manoscritto scomparso del Sommo Poeta, da cui il titolo del romanzo. Per questa opera ha ricevuto nel 2018 la Medaglia d'Oro per Alti Meriti Culturali  da parte della Società Dante Alighieri.
Nel Febbraio 2019 ha pubblicato "Prima della Neve", romanzo con radici storiche ambientato in Valle Maira, che racconta la vicenda di due ex terroristi delle BR uniti da un'antica amicizia e divisi dall'ombra del tradimento che ha segnato le vite di entrambi.
Nel 2021, per la Casa Editrice Fazi, ha pubblicato il romanzo "Il Taglio dell'Angelo", un noir di ambientazione medica, attualmente in corso di pubblicazione in Germania, Svizzera e Austria.
Nel 2022 la Casa Editrice Sellerio ha pubblicato il suo sesto romanzo dal titolo "In Tua Assenza", presso la collana La Memoria. In questa opera, l'Autore racconta una vicenda familiare attraverso uno scavo psicologico dei personaggi affrontato in prima persona dalle voci di tre fratelli, legati dal trauma giovanile che ha cambiato profondamente le loro vite.
I suoi racconti "Ritorno" e "I Me Mine" sono stati pubblicati nel 2012 sulla rivista online “Mood”.

## Opere

### Romanzi
- Viale del Policlinico, Palermo, Sellerio Editore, 2011.
- Amstel Blues, Palermo, Sellerio Editore, 2014.
- Il manoscritto di Dante, Palermo, Sellerio Editore, 2016.
- Prima della Neve, Palermo, Sellerio Editore, 2019
- Il taglio dell'angelo, Roma, Fazi Editore, 2021
- In Tua Assenza, Palermo, Sellerio Editore 2022

### Racconti
- Ritorno, 2012, Mood
- I Me Mine, 2012, Mood

## Riconoscimenti
- 2011, Premio "Raffaele Crovi" per la migliore opera prima nell'ambito del Premio Azzeccagarbugli, Lecco, al romanzo "Viale del Policlinico".
- 2016, libro della settimana presso la società Dante Alighieri con "Il manoscritto di Dante".
- 2017, Medaglia d'Oro della Società Dante Alighieri per Alti Meriti Culturali al romanzo "Il Manoscritto di Dante".